# Marcus Antonius

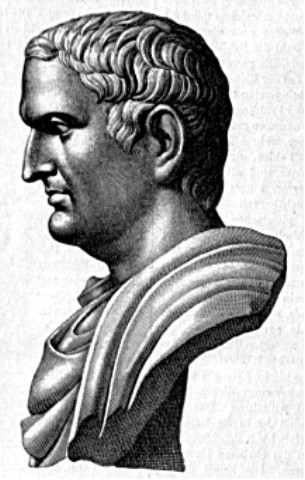
Marcus Antonius mellszobra

Marcus Antonius (Kr. e. 83. január 14. – Kr. e. 30. augusztus 1.) római politikus, hadvezér, Caius Iulius Caesar híve, a II. triumvirátus tagja, VII. Kleopátra egyiptomi fáraónő férje, aki az Octavianustól elszenvedett vereség hatására önkezével vetett véget életének.

## Ifjúsága
A plebeius Antonia gens tagja, Marcus Antonius Orator unokája, Marcus Antonius Creticus és Julia fia, Lucius Iulius Caesar unokaöccse volt. Mivel apja korán, Kr. e. 74-ben meghalt, mostohaapja, Publius Cornelius Lentulus Sura házában nevelkedett. Ez utóbbit Kr. e. 63-ban Cicero végeztette ki, mivel részt vett a Catilina-összeesküvésben.
Az ifjú Antonius fivéreivel, Caiusszal és Luciusszal hírhedten kicsapongó életet élt, és hamarosan adósságokba verte magát. A szorult helyzetből barátja és társa a dorbézolásban, illetve szeretője, Curio segítségével menekült meg. Nevelőapjának meggyilkolása után bosszúvágytól hajtva a senatus Publius Clodius Pulcher vezette néppárti ellenzékéhez csatlakozott. Szerepvállalása nem volt túlzottan jelentős: már Kr. e. 58-ban keletre távozott hitelezői elől.

## Katonai pályán
Először Görögországba, majd Syria provinciába ment, ahol Aulus Gabinius proconsul lovasságának parancsnoka lett. Részt vett az Arisztobulosz megbuktatására irányuló palesztinai hadjáratokban (Kr. e. 57. és 56.), illetve Ptolemaiosz Aulétész egyiptomi királyságának restaurációjában (Kr. e. 55.). Kr. e. 54-ben Galliába ment, ahol Julius Caesar szolgálatába állt, majd annak kegyeit élvezve a következő évben visszatért Rómába, és Kr. e. 52-re elnyerte a quaestori hivatalt. Caesar közvetítésével még Ciceróval is kibékült. Quaestorként Caesarral tartott a galliai háborúban (Kr. e. 52-51.).

## Caesar pártján

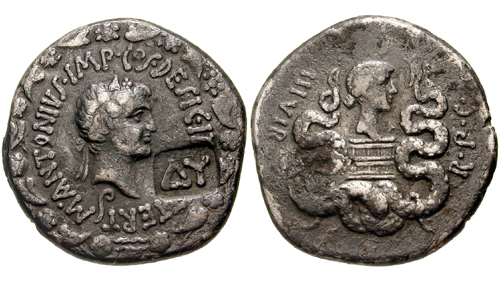
Marcus Antonius és felesége, Octavia

Miután a hadvezér előtt bizonyította rátermettségét, Caesar úgy ítélte meg, hogy a merész és energikus Antonius lenne a legmegfelelőbb képviselője Rómában, ahol az arisztokrácia berkeiben mind erősebb lett a Caesar-ellenesség. Ezért aztán Kr. e. 50-ben Rómába menesztette Marcust, akit beválasztottak az augurok közé, december 10-én pedig megkezdte tribunusi évét, és nyomban heves kirohanásokat intézett a közeledő senatori rend és Pompeius ellen. Kr. e. 49. január 1-jén a testület megfosztotta Caesart rendkívüli hatalmától.
Antonius és társa, Quintus Cassius Longinus megvétózta az indítványt, ám a senatus nem vette figyelembe tiltakozásukat, helyette megfenyegették őket. Január 7-én a két tribunusnak menekülnie kellett. Caesar egyetlen legio élén lépte át a Rubicon folyócskát, Gallia Cisalpina és Itália határát január 10-én, és két nap múlva Ariminumban (Rimini) találkozott az elmenekült tribunusokkal. Antonius Caesar legatusa lett, és miután a hadvezér Hispaniába vonult Pompeius ott állomásozó legiói ellen, ő lett Itália teljhatalmú irányítója.
Kr. e. 48-ban Antonius erősítésről és utánpótlásról gondoskodott Caesar serege számára Görögországban, a pharszaloszi csatában pedig ő vezette a balszárnyat. Kr. e. 47-ben, Caesar második dictaturájának első évében Antoniust tette meg helyettesének (magister equitum), aki ismét Itália ügyeiért felelt, míg felettese Egyiptomban és Kis-Ázsiában hadakozott. Mivel a félsziget irányítása nem került túlzott erőfeszítésekbe, Antonius ismét hódolhatott a különféle élvezeteknek: elvált második feleségétől, és egy színésznővel mulatozott a fővárosban és szerte Itáliában. Később Cicero Philippikáiban könyörtelenül kipellengérezte ezért.
Kr. e. 46-ban némileg megromlott a viszonya Caesarral, mivel megvásárolta Pompeius elkobzott vagyonának jelentős részét, azonban eleinte nem akart, majd nem tudott fizetni. A helyzet orvoslása érdekében vette feleségül Clodius özvegyét, a Gracchusok örökségét birtokló Fulviát. Kr. e. 45-re az egyetértés maradéktalanul helyreállt: Antonius Narbo (Narbonne) sietett a Hispaniából hazatérő Caesar fogadására, és a Lupercalia ünnepségén felajánlotta neki a királyi diadémot, amit azonban a dictator elutasított, és döntését a hivatalos naptárba is felvette. Kr. e. 44-ben a magister equitum Marcus Aemilius Lepidus lett, Antonius pedig a consuli tisztséget töltötte be Caesarral együtt.

## Caesar halála után
Caesar március 15-én bekövetkezett halála után Róma egy időre megbénult. A Marcus Junius Brutus és Caius Cassius Longinus vezette republikánus összeesküvők a senatus támogatásával kiegyeztek a Caesar-párttal: március 17-én Tellus templomában megegyeztek, hogy a gyilkosok tette büntetlen marad, Caesar intézkedéseit viszont nem vonják vissza. A dictatori címet örökké eltörölték. Nyilvánosságra hozták a politikus végrendeletét: vagyonából fejenként 300 sestertiust hagyott a plebsre, és megnyitotta a nyilvánosság számára hatalmas kertjeit.
Közben gyülekeztek a fővárosban Caesar veteránjai, akik a fellelkesült plebejusokkal együtt egyre inkább az összeesküvők ellen fordultak. Jelszavukat Lepidus adta meg, amikor kijelentette, hogy Caesar gyilkosait meg kell büntetni. A közhangulatot a caeasariánus vezetők, így Antonius is igyekezett kihasználni. Magához vette a megölt dictator vagyonát és iratait, és halogatta az örökség kiosztását, azonban Caesar temetésén a véres tóga felmutatásával tüzelte a köznépet. A beszéd olyan tömegmozgalmat indított, amely már az egész római elitet veszélyeztette. Egy dél-itáliai görög – Hérophilosz – aki Caius Marius unokájának adta ki magát, a már-már rabszolgafelkelésre emlékeztető mozgalom élére állt. Végül Antonius maga volt kénytelen kivégeztetni és elfojtani a forrongást. Az apagyilkosként emlegetett összeesküvőknek menekülniük kellett.
A 44-es helyzet meglehetősen zavaros volt: a caesar-párti hadvezérek a kiegyezést támogatták, a senatus optimata csoportjai viszont Sextus Pompeius és Decimus Brutus hadaira támaszkodva polgárháborút akartak kirobbantani. Antonius kiegyezett Pompeiusszal, és keresztülvitte, hogy a számára kisorsolt Macedonia provinciát elcserélhesse Gallia Cisalpinára. Közben megjelent a színen Caius Octavius is, akit Caesar végrendeletileg örökbe fogadott. Felvette a Caius Julius Caesar Octavianus nevet, és ígéretet tett a hagyaték végrendeletileg megszabott kiosztására. Antonius megtagadta az örökség átadását, mire Octavianus anyai örökségén toborzott katonáival megszállta Rómát, és megkezdte az Antonius elleni agitációt a veteránok körében.

### A mutinai háború
A consul jobbnak látta sietve a számára kijelölt tartomány felé indulni csapatai élén, azonban a helytartó, Decimus Brutus elsáncolta magát Mutina (Modena) városában, amit Antonius ostrom alá vett. A háborúba hamarosan bekapcsolódott a senatus és Octavianus is: Kr. e. 43 áprilisában a két consul, Caius Vibius Pansa és Aulus Hirtius, valamint a propraetori imperiummal felruházott fiatalember haddal vonult Antonius ellen. Ő így két tűz közé került, és két csatában is vereséget szenvedett. Végül kénytelen volt maroknyi megmaradt emberével Gallia Narbonensisbe menekülni, Lepidushoz, akinek előzőleg ő járta ki a pontifex maximusi tisztséget. Útközben némileg felduzzasztotta seregét, majd a provinciákba érve várakozó álláspontra helyezkedett Lepidushoz és Caesar többi hadvezéréhez (Munatius Plancus, Asinius Pollio) hasonlóan.
Veresége hírére a senatus a haza ellenségévé nyilvánította Antoniust, majd a neki menedéket adó Lepidust is, az összeesküvőket és Sextus Pompeiust pedig a legkülönfélébb megtiszteltetésekkel halmozták el. Ez már tűrhetetlen volt a Octavianus számára is, aki csak saját pozíciója megszilárdítása érdekében paktált le a senatusszal. Miután hatástalanok maradtak a consulságra irányuló követelései, nyolc legiójával megszállta Rómát, és visszavonatta az említett intézkedéseket (lex Pedia).

## A II. triumvirátus

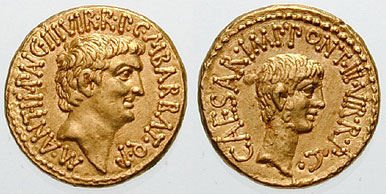
Antonius és Octavianus

Miután Octavianus consul lett, tárgyalásokba kezdett Caesar hadvezéreivel, akik most már egységesen a senatus ellen foglaltak állást. Előzetes tárgyalások után Kr. e. 43 novemberében Bononiában (Bologna) Antonius, Lepidus és Octavianus megkötötte a II. triumvirátust, melyet a senatus is törvényesített (lex Titia). Ennek értelmében öt évre rendkívüli teljhatalmat kaptak, pénzt verhettek és szabadon halálra ítélhettek bárkit. Egymás között felosztották a Birodalom általuk ellenőrzött, nyugati felét: Marcus Antonius Gallia Cisalpina és Gallia Transalpina ura lett.
Lepidus Kr. e. 42-ben consul lett, és Rómában maradt, míg társai a proscriptiókkal felhalmozott pénzből hadat gyűjtöttek, és keletre indultak Cassius és Brutus ellen. A philippi csata a triumvirek győzelmével zárult, köszönhetően Antonius hadvezéri képességeinek. Az ütközet után Antonius megegyezett Octavianusszal, és keletre ment, hogy intézkedjen a Pártus Birodalom elleni hadjáratról.

## Antonius keleten

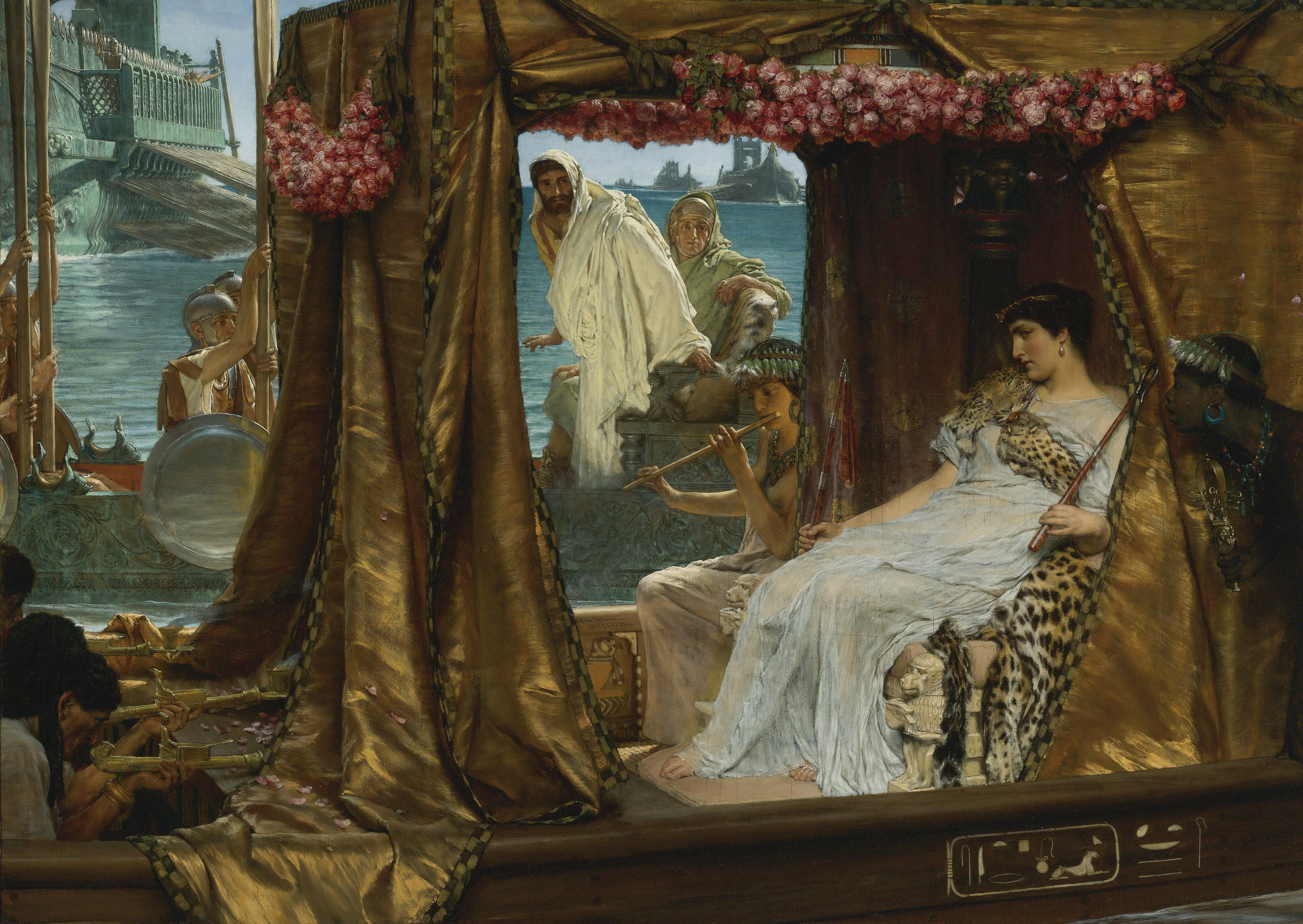
Lawrence Alma-Tadema:Antonius és Kleopátra (1883)

Míg Antonius a hadjárathoz gyűjtött pénzt és hadsereget, Octavianus Itáliában intézkedett a veteránok letelepítéséről, ami népszerűségének megrendüléséhez vezetett Itália sokat szenvedett népei körében. A távollévő Antonius egyre népszerűbb lett, amit epheszoszi amnesztiarendelete csak fokozott. A keleti tartományok azonban igencsak megsínylették Antonius jelenlétét: a parthus hadjárathoz újabb óriási adókat vetett ki a hajdan Brutusék mögé álló városokra és vazallusokra. Tisztában volt azzal is, hogy Egyiptom támogatására is nagy szüksége van, ezért Kr. e. 41-ben találkozott Ciliciában VII. Kleopátra királynővel, Caesar hajdani szeretőjével, aki oly vonzó volt, hogy Antonius nem volt képes ellenállni neki. Kleopátrával fennálló viszonya természetesen politikai szövetséget is jelentett, azonban kamatoztatására még várnia kellett. Kleopátra is nagy reményeket fűzött Antoniushoz. Rajta keresztül akart országához területeket csatolni és egy egyiptomi központú új birodalmat létesíteni, ám amikor megkezdődik a terv megvalósítása, az nyomban kivívja a római szenátus haragját.
Itáliában ugyanis Kr. e. 41 tavaszán felesége, Fulvia és öccse, Lucius Antonius consul lázadást robbantott ki Octavianus ellen, és hazahívták Marcust, akiről kijelentették, hogy visszaállítja a köztársaságot. Mire azonban Antonius visszaérkezett a félszigetre, a perusiai háború már véget ért Octavianus győzelmével, hála hadvezére, Marcus Vipsanius Agrippa hadvezetésének. Ráadásul Kr. e. 40-ben a pártusok is lerohanták Syriát.
Antonius Brundisiumnál (Brindisi) szállt partra, miután szövetkezett Sextus Pompeiusszal egy Octavianusszal kitörő háború esetére. A két triumvir haderői nem voltak hajlandóak egymással harcolni, és miután megérkezett Fulvia halálhíre, megkötötték a békét. Ennek értelmében Lepidust megfosztották nyugati tartományaitól, helyette az afrikai területeket juttatták neki, Antonius megkapta az Adriai-tengertől keletre eső tartományokat, Octavianus pedig a nyugatiakat. Itáliában mindketten toborozhattak Pompeius és a parthusok ellen. Az egyezség megpecsételéseként Antonius feleségül vette Octaviát, Octavianus megözvegyült nővérét. A következő évben kiegyeztek Sextus Pompeiusszal (puteoli, más néven misenumi egyezmény). Ez utóbbi egyezség nem volt tartós, a következő évben már kitört a harc a szicíliai hadúr és a triumvir között.
Antonius visszatért keletre, és a hadügyeket Publius Ventidius Bassusra és Caius Sosiusra bízta, akik fényes győzelmeket arattak Syriában és Palestinában. Épp Athénban tartózkodott, amikor Octavianus hű barátját, Caius Cilnius Maecenast küldte érte Kr. e. 37-ben segítségért Pompeius ellen. A tarentumi egyezmény értelmében Antonius 120 hajót adott triumvirtársának 20 000 gyalogosért cserébe. Ezzel gyakorlatilag megkapta korábbi galliai haderejét.
Kr. e. 36-ban indította személyesen első hadjáratát a pártusok ellen, kihasználva a IV. Phraatész halálát követő trónviszályt. A támadás nem járt sikerrel, noha betört Mezopotámiába: Antonius jelentős veszteségeket szenvedett, és kénytelen volt visszavonulni. Kr. e. 34-ben új hadjáratot indított, ezúttal azonban csak Armenia Maior kaukázusi királyságába, és árulás révén az uralkodót is foglyul ejtette. Ekkor végleg visszatért Alexandria városába, ahol fényes győzelmi ünnepséget tartott.

## Szakítás Octavianusszal

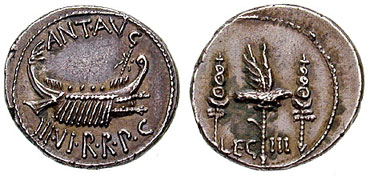
Antonius denariusa Kr. e. 32-ből. Az első oldalán hadihajót láthatunk, a hátoldalon a III. legio jelvényei

Míg Antonius kudarcot vallott hadvezérként, nyílt házaséletet élt Kleopátrával és egyre inkább egy keleti despota vonásait vette fel, Octavianus rendezte a helyzetet nyugaton, és egyre népszerűbb lett. Leszámolt Sextus Pompeiusszal, Lepidust száműzte, meghódította Illyricumot, kiegyezett a senatori renddel (ennek megpecsételéseként feleségül vette az előkelő Livia Drusillát), Rómában pedig a plebsnek nagy építkezéseken adott munkát, amellett több juttatásban részesítette őket. Ilyen körülmények között hatásos volt agitációja Antonius ellen, amelyet csak fokozott, hogy ellenfele végrendeletében Alexandriában kívánta eltemettetni magát, és Kleopátrától származó gyermekeire hatalmas vagyont hagyott volna.
A sógorára már csak Octaviával szembeni hűtlensége, majd válása miatt is neheztelő Octavianus Kr. e. 32-ben üzent hadat – Kleopátrának. Antoniusnak ugyanis még mindig jelentős bázisa maradt Rómában, így például a szakítás után a senatus harmada csatlakozott hozzá.

## A bukás
Octavius Agrippa vezette flottája Kr. e. 31. szeptember 2-án ütközött meg Antonius és Kleopátra hajóhadával az Aktion-hegyfoknál, a görög partok mellett, és hatalmas győzelmet aratott felette. Antonius haditerve nem rekonstruálható, mindenesetre az egyiptomi vezérhajót követve magára hagyta hajóit, és a hadipénztárral együtt visszamenekült Alexandriába. Octavianus Kr. e. 30-ban indult keletre, és a szíriai fejedelemségekkel szövetségben Egyiptom ellen vonult. Antonius és Kleopátra nem tudott jelentős hadat kiállítani ellenük, és a vereségek hatására a római hadvezér szíven szúrta magát a kardjával, állítólag szeretője halálhírére. Kleopátra azonban csak Antonius halála után vetett véget önkezével életének, miután felismerte, hogy Octavianustól nem számíthat könyörületre.

## Antonius házasságai és utódai
1. Házasság Fadiával
2. Házasság unokatestvérével, Antonia Hybridával (Plutarkhosz szerint Antonius eltaszította feleségét, miután barátjával, a tribunus Dolabellával hált. Mindazonáltal nem tudni, hogy elváltak, vagy elhunyt).
  - Antonia, Marcus Aemilius Lepidus menye (Kr. e. 36.).
3. Házasság Fulviával
  - Marcus Antonius Antyllus, akit Octavianus végeztetett ki Kr. e. 30-ban
  - Iullus Antonius, Claudia Marcella Maior Maior férje, Octavia veje
4. Házasság Octaviával
  - Antonia Maior, Lucius Domitius Ahenobarbus felesége
  - Antonia Minor, Nero Claudius Drusus felesége, Livia Drusilla császárné menye
5. Kleopátrától származó gyermekei
  - Ikrek:
    - Alexander Héliosz
    - Kleopátra Szeléné, II. Juba numidiai (és később mauretaniai) király felesége

  - Ptolemaiosz Philadelphosz